# Vila Propício
Vila Propício est une municipalité brésilienne de l'État de Goiás et la microrégion d'Entorno do Distrito Federal.